# Краванш
Краванш (фр. Cravanche) је насељено место у Француској у региону Франш-Конте, у департману Територија Белфор.
По подацима из 2011. године у општини је живело 1987 становника, а густина насељености је износила 1471,85 становника/km².

## Демографија
| 1962. | 1968. | 1975. | 1982. | 1990. | 2011. |
| ----- | ----- | ----- | ----- | ----- | ----- |
| 1.267 | 1.570 | 1.885 | 1.893 | 1.877 | 1.987 |